# Оккиалини, Джузеппе

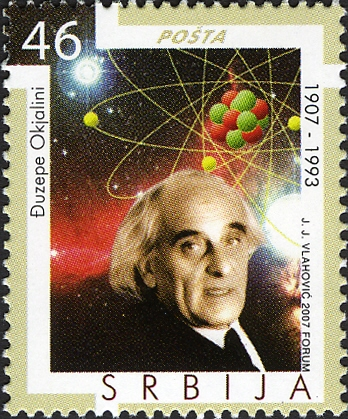
100 лет со дня рождения Джузеппе Оккиалини, Почта Сербии, 2007

Джузеппе (Беппо) Оккиалини (итал. Giuseppe (Beppo) Paolo Stanislao Occhialini, рус. Джузеппе Паоло Станислао Оккьялини) (5 декабря 1907, Фоссомброне, Италия — 30 декабря 1993, Париж, Франция) — итальянский физик, работавший в области физики элементарных частиц, открыл пи-мезон.

## Научные труды
После окончания университета Флоренции в 1929 году, Оккиалини работал во Флоренции. Затем переехал в Кембридж, устроившись на работу в Кавендишскую лабораторию, где в 1932 году совместно с П. Блэкеттом сконструировал камеру Вильсона, применив технику Б. Росси счетчиков парных частиц. Впоследствии Блэкетт провел на созданной камере исследования Космического излучения и получил в 1948 году Нобелевскую премию за усовершенствование камеры Вильсона и сделанные в связи с этим открытия.
В дальнейшем Оккиалини по приглашению Глеба Ватагина работал в Сан-Паулу над космическими лучами, где его студентом стал Ч. Латтес, а также в биофизической лаборатории в Рио-де-Жанейро.
В 1944 году Оккиалини с Латтесом переехали в Бристоль, где работали в группе С. Пауэлла в Лаборатории Уилла. В этот период, используя фотоэмульсию для детектирования элементарных частиц, Оккиалини совместно с С. Пауэллом, Ч. Латтесом и Мюрхедом открыл распад пи-мезона. В 1950 году за эти результаты С. Пауэлл получил Нобелевскую премию. Работы по улучшению фотоэмульсионных детекторов Оккиалини выполнил совместно с будущей женой, ученицей Пауэлла Констанцией Шарлоттой Дилворт.
Переключившись на задачи космических исследований, Оккиалини основал и стал первым директором института LFCTR, ныне Института космической астрофизики и физики космоса, носящего теперь его имя. Оккиалини был одним из основателей европейской космической программы.
В 1979 году Оккиалини был награждён премией Вольфа по физике, в 1993 году был избран почетным членом Европейского физического общества.
Иностранный член Лондонского королевского общества (1974), Национальной академии наук США (1978).

### Работы Оккиалини
- Lattes, Muirhead, Occhialini, and Powell, Nature, 1947, 158, p. 694
- Lattes, Occhialini, and Powell, Nature, 1947, 160, p. 453, p. 486